# Huta Szklana (województwo świętokrzyskie)

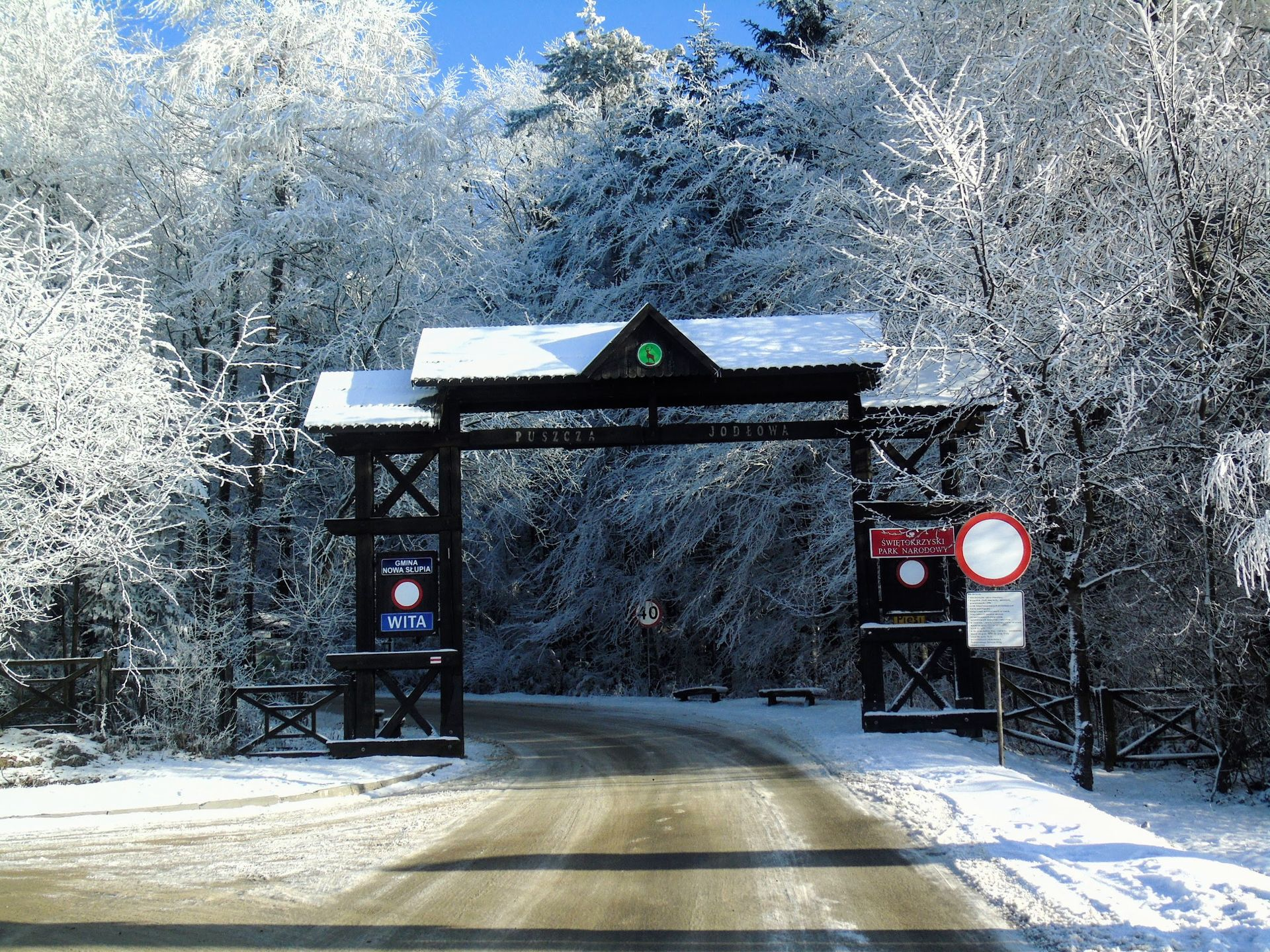
Wjazd do Świętokrzyskiego Parku Narodowego

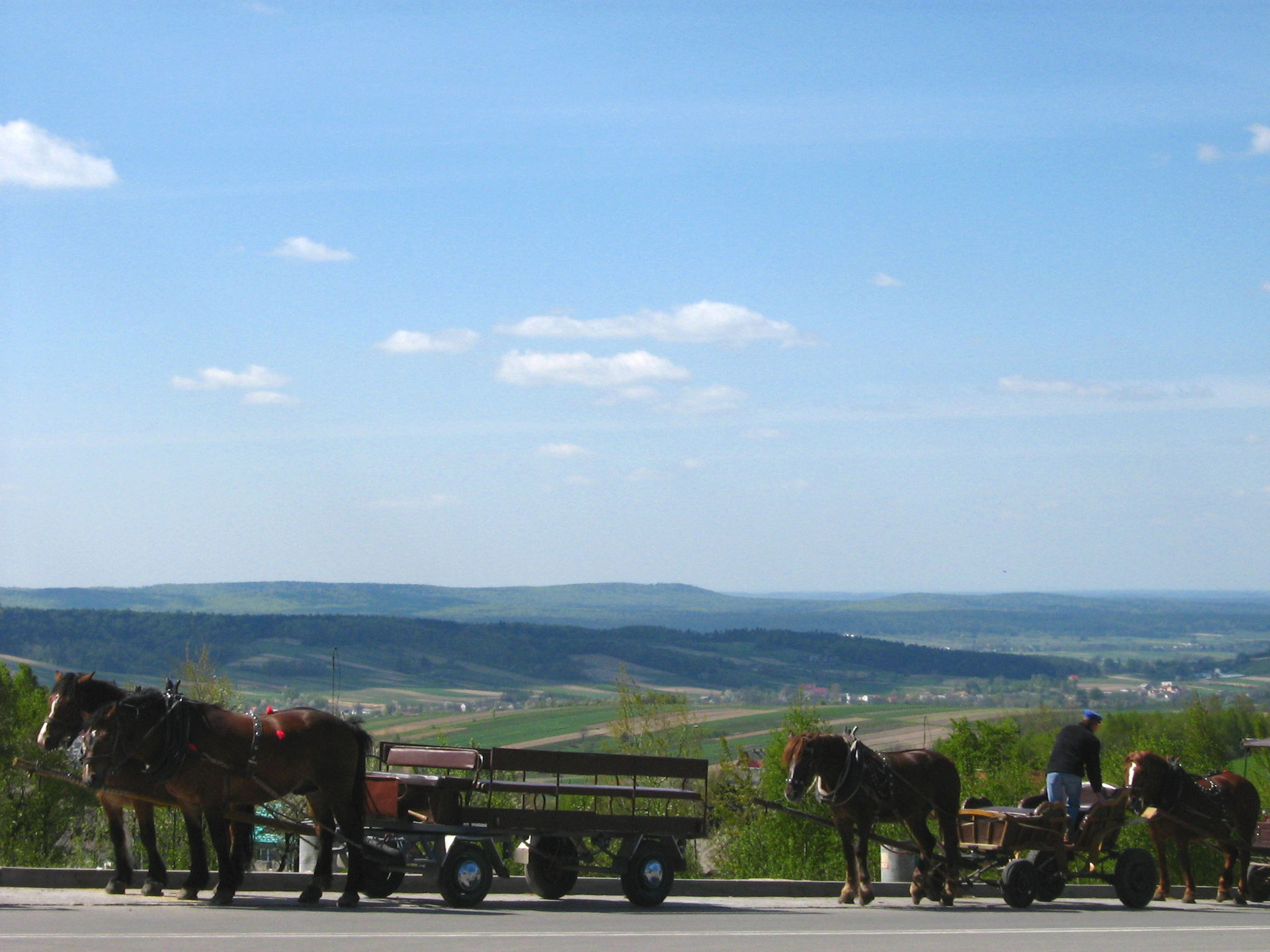
Przełęcz Hucka

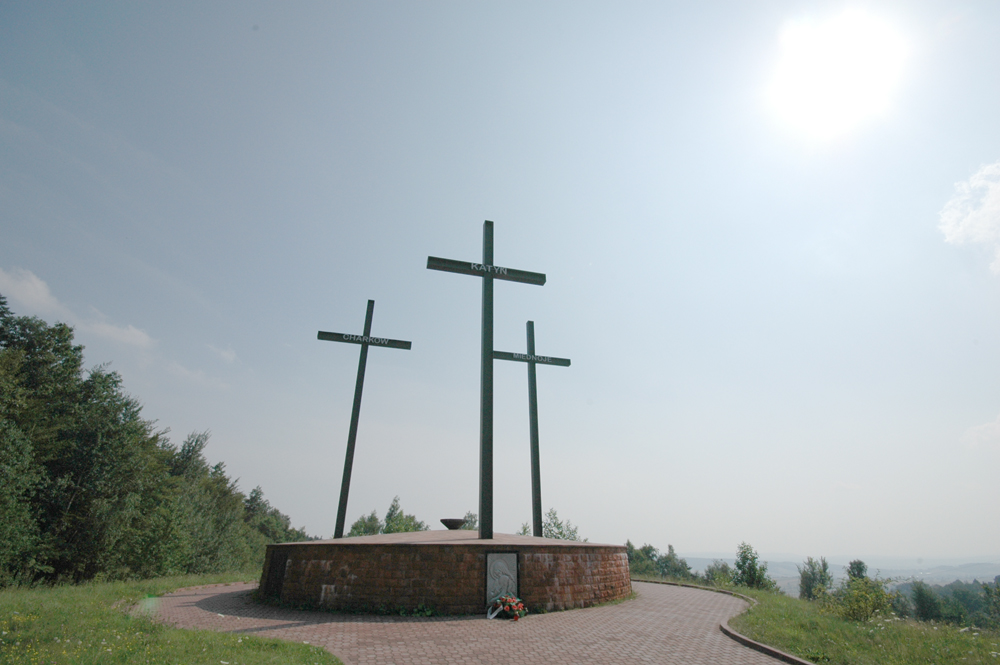
Pomnik Katyński

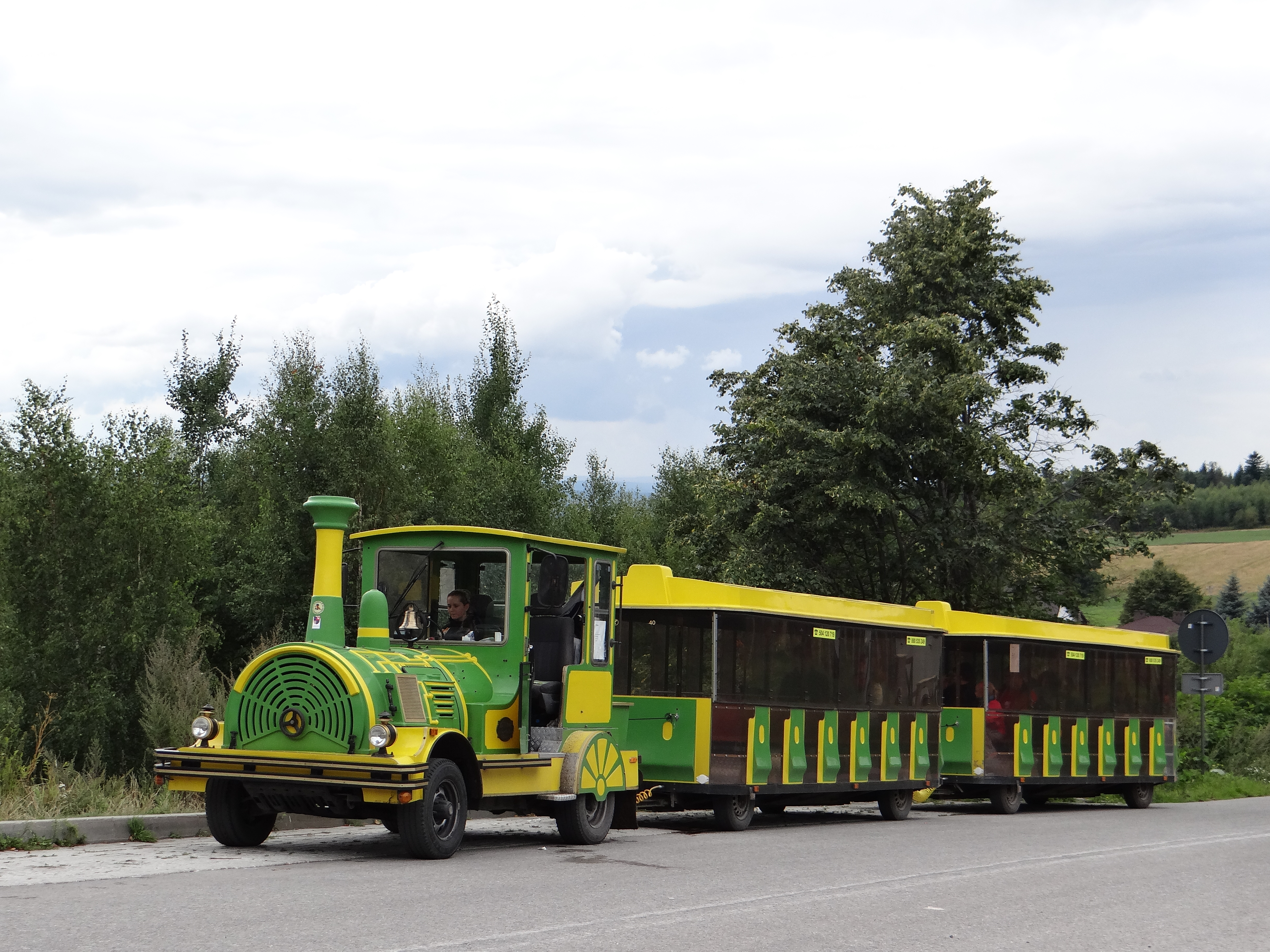
Puszcza jodłowa

Huta Szklana – zwana wcześniej Szklaną Hutą wieś w Polsce, położona w województwie świętokrzyskim, w powiecie kieleckim, w gminie Bieliny. Graniczy z Świętokrzyskim Parkiem Narodowym i drogą w kierunku najstarszego sanktuarium w Polsce na Świętym Krzyżu.
| SIMC    | Nazwa      | Rodzaj    |
| ------- | ---------- | --------- |
| 0228163 | Pod Pakułą | część wsi |

W latach 1975–1998 miejscowość administracyjnie należała do województwa kieleckiego.
Przez wieś przechodzi  Główny Szlak Świętokrzyski im. Edmunda Massalskiego z Gołoszyc do Kuźniaków.

22 kwietnia 1943 roku oddział  żandarmerii niemieckiej dokonał pacyfikacji wsi i mordu jej mieszkańców. W wyniku tego rozstrzelano 10 osób.

Osada średniowieczna w Hucie Szklanej
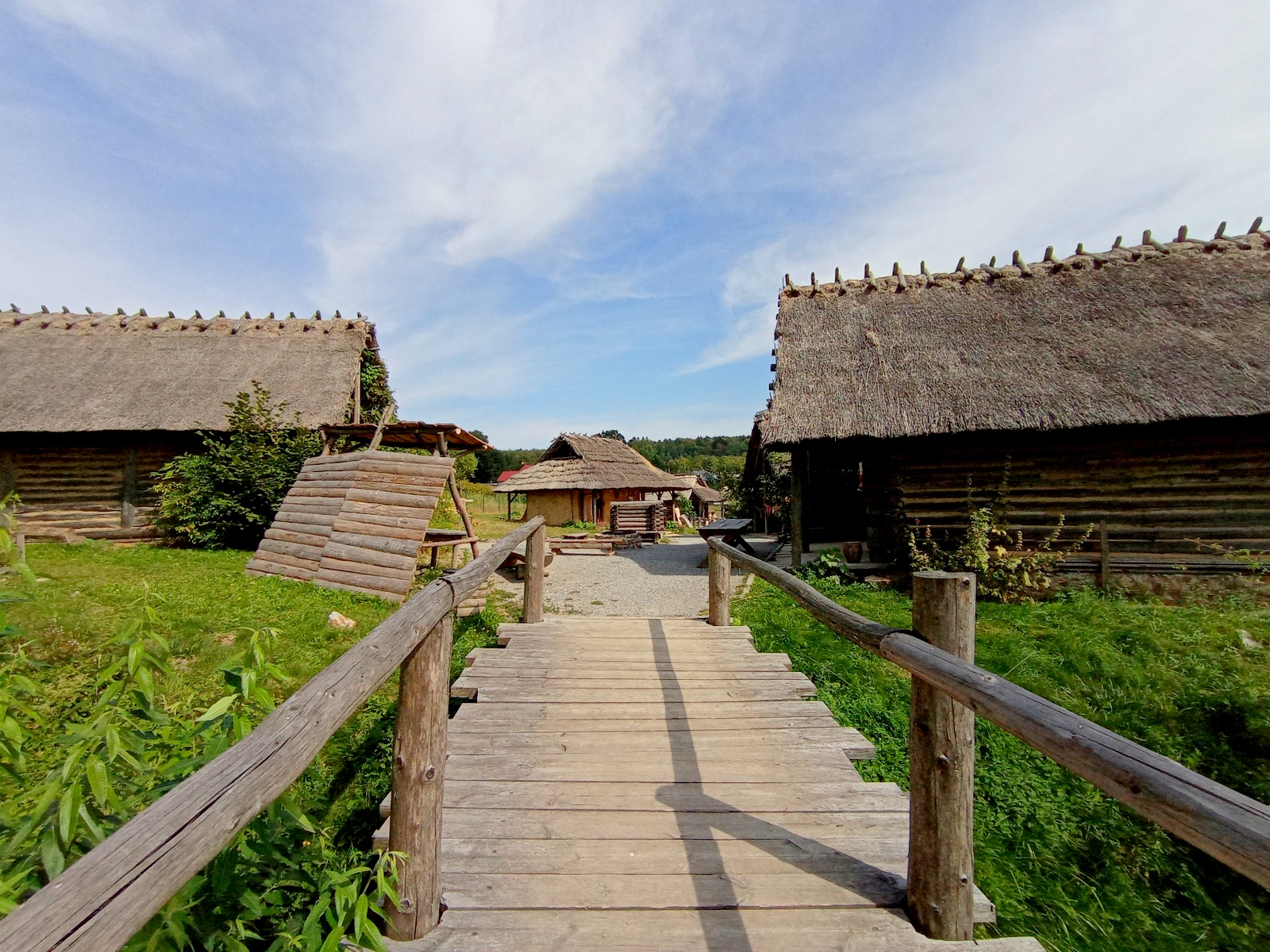
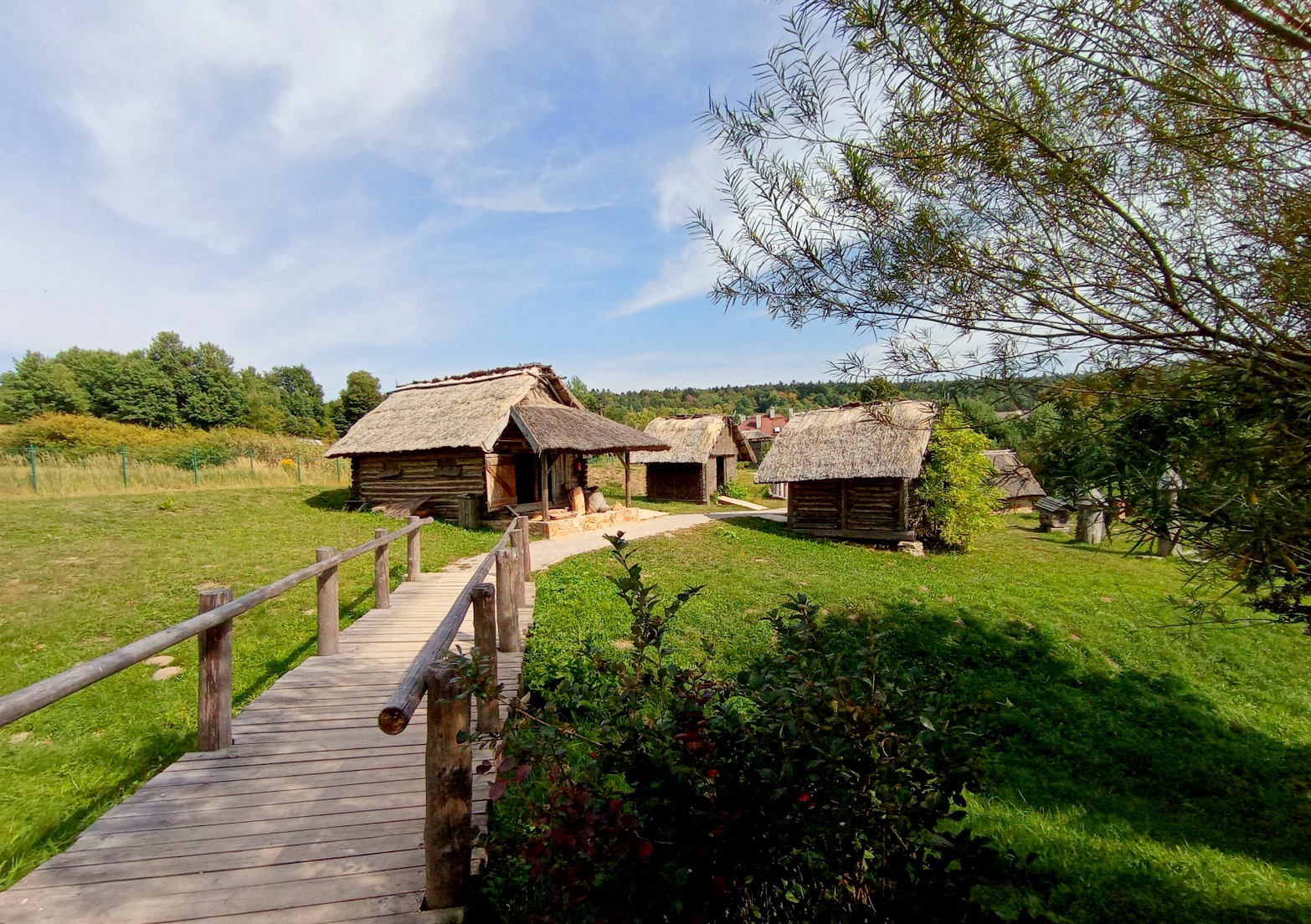
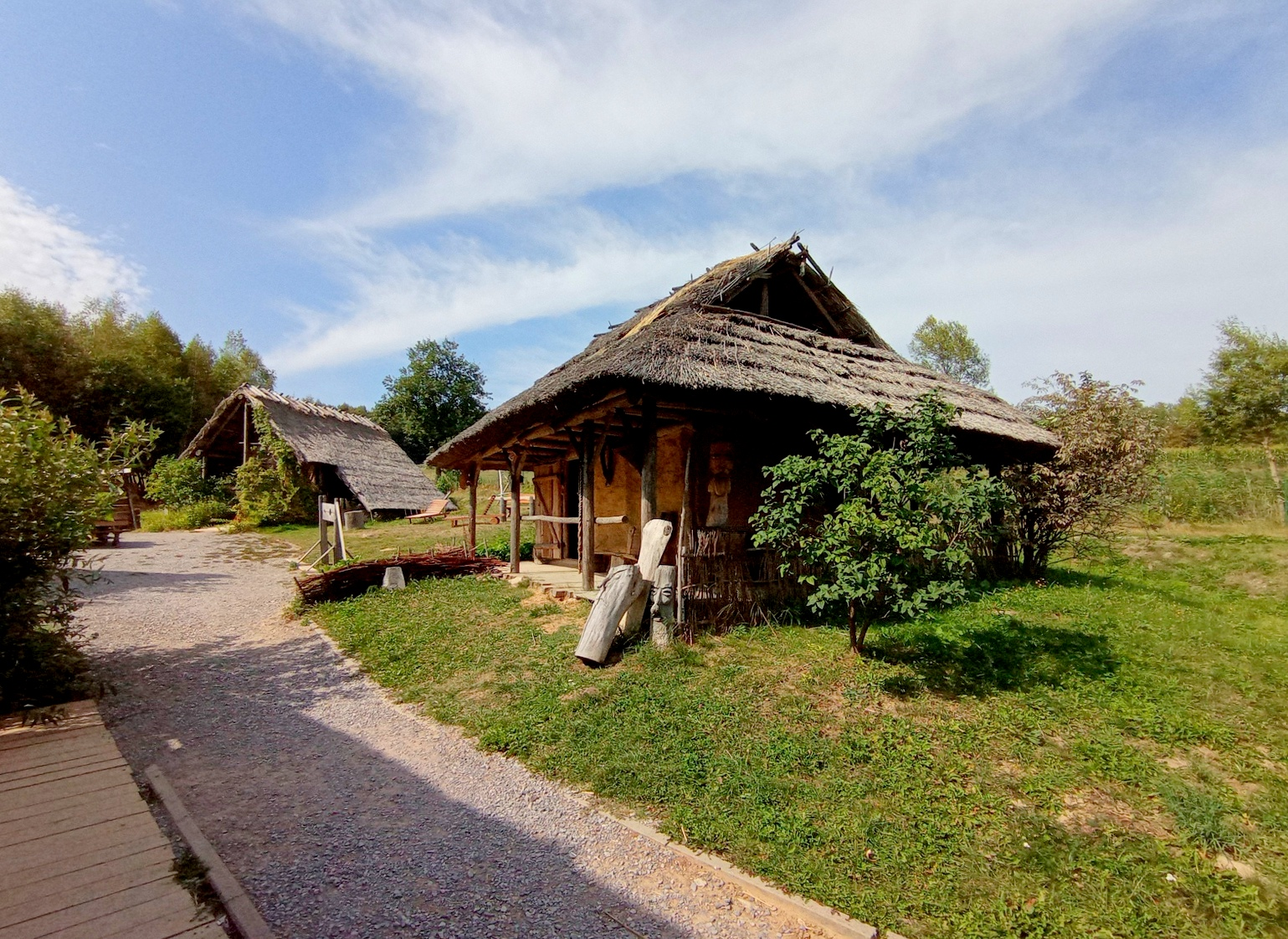
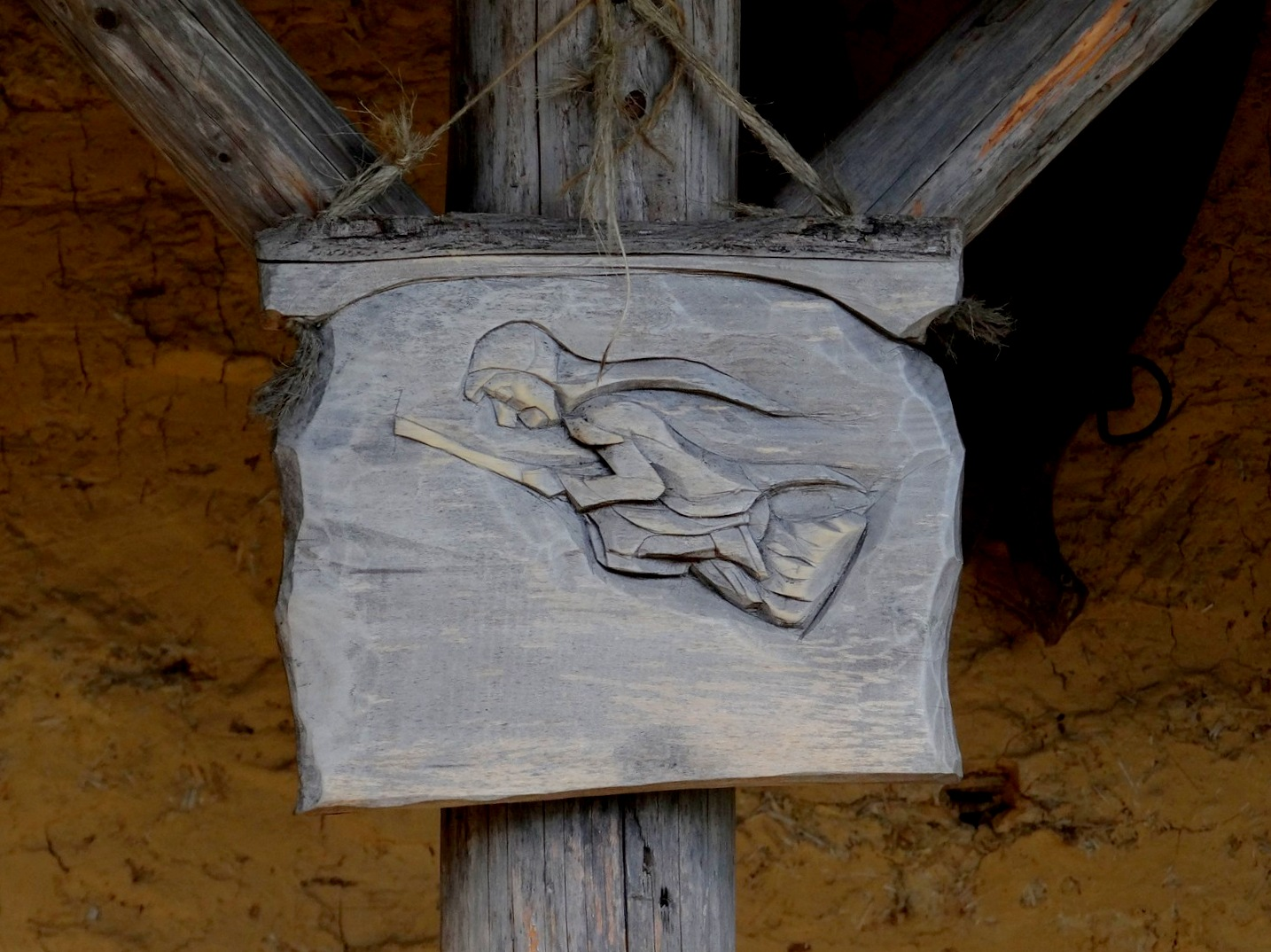
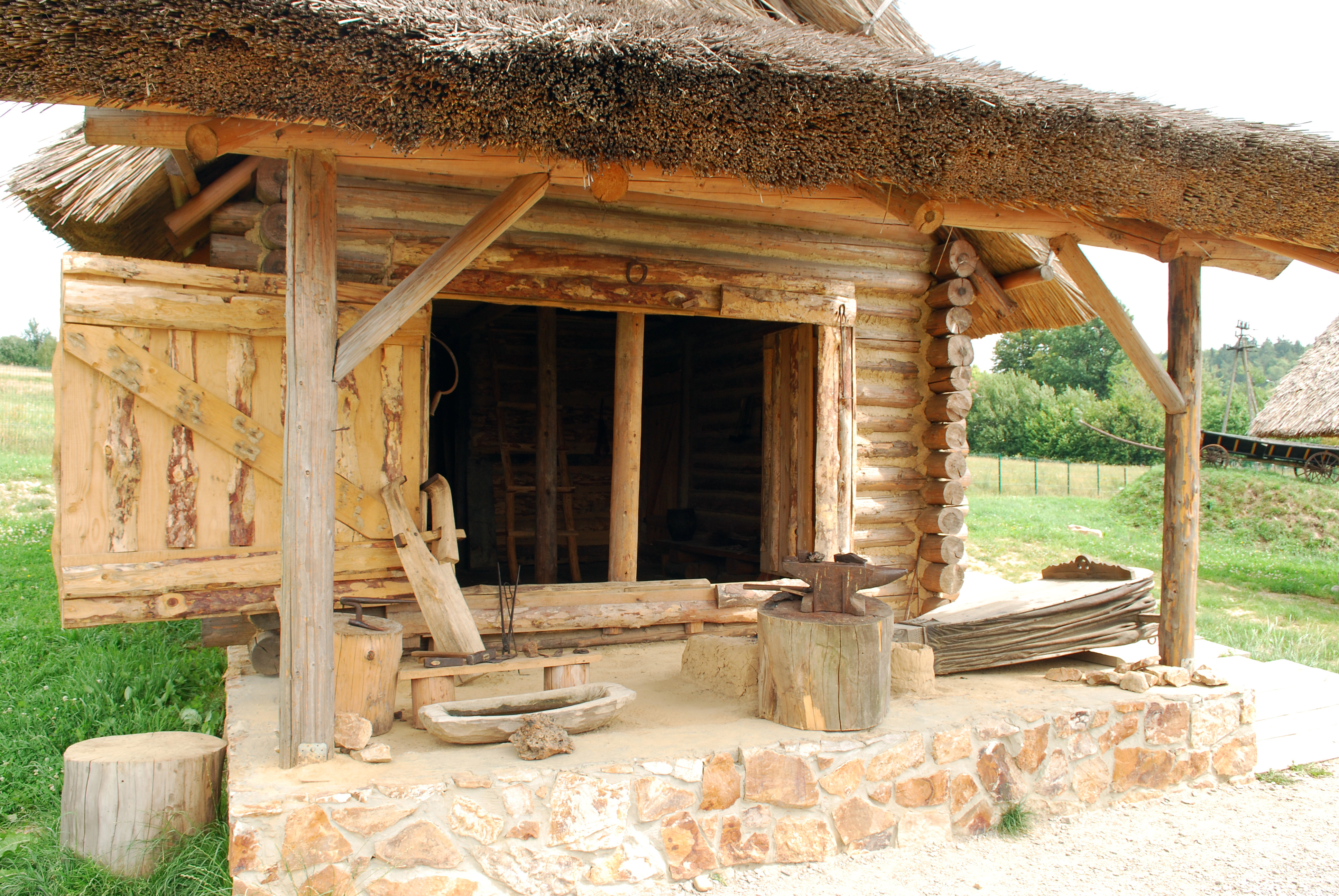

## Pochodzenie nazwy
Huta (z niem. Hǔte) jest to zwykle budynek urządzony do produkcji bądź metali z odpowiednich rud, bądź szkła. Nazwa wskazuje, iż niemieccy osadnicy rozkrzewili u nas tę gałąź przemysłu. Huty zakładano zawsze śród lasów, by tą drogą ciągnąć dochody z wielkich obszarów leśnych. Obok ogólnej nazwy Huta noszą one zwykle drugą od wsi, na której gruntach powstały a rzadziej od założyciela. Jako sposób użytkowania z lasów przedstawiają one pewien postęp w stosunku do budynków i majdanów. Hucisko natomiast jest to miejsce po zniesionej hucie. (opis etymologii nazwy dał Bronisław Chlebowski w tomie III str.229 Słownika geograficznego Królestwa Polskiego) 

## Historia
Huta Szklana  w roku 1819 Szklana Huta, 1827 Huta Szklana – wieś 10 km na północny zachód od Łagowa, nad rzeką Belnianką, pod Przełęczą Hucką;
około 3 km na W od klasztoru świętokrzyskiego.

Historycznie osadzona w 1827 w powiecie opatowskim parafii Nowa Słupia.
W wieku XIX wieś stanowiła własność klasztoru świętokrzyskiego, w roku 1819 wieś Szklana Huta z karczmą należy do stołu konwentu świętokrzyskiego
Spis z roku 1827 podaje  12 domów i 73 mieszkańców
Dziesięcina w wymiarze 12 florenów  należy w roku 1819 do stołu konwentu.
22 kwietnia 1943 wieś spacyfikowali dowodzeni przez Alberta Schustera żandarmi niemieccy z posterunku w Nowej Słupi. Zamordowali 10 osób.

## Zabytki i obiekty turystyczne
- Pomnik „Golgota Wschodu” – pomnik upamiętniający ofiary Katynia, Charkowa i Miednoje
- Kapliczka świętej Barbary
- „Osada Średniowieczna” – jeden z obiektów Centrum Tradycji i Turystyki Gór Świętokrzyskich – składająca się z kilkunastu zrekonstruowanych chat wiejskich z wyposażeniem[12].
- Harmonia - Świętokrzyska Zagroda Kultury, prezentujący dorobek XIX-wiecznej wsi